# 歸來 (地名)
歸來，是臺灣屏東縣屏東市的一個傳統地域名稱，位於該市東南部，東南方以大湖圳與麟洛鄉為界。相較於今日行政區，其範圍大致包括一心里、永安里不含西部中段、義勇里、橋南里、橋北里南部、長春里南部、瑞光里不含最北端、新生里東北部及東部、頂宅里、歸心里、湖西里、湖南里、頂柳里北部及東北部。狹義上的歸來地區，最主要指歸心里、湖南里、湖西里等地（早期曾包括瑞光里），即今歸來社區的範圍。
歸來在清朝時代稱作「崎仔崙」，和「麟洛」的位置正好相對且相鄰。清治時代，隸屬鳳山縣港西中里。日治時期曾為街庄、大字，1920年時先歸於屏東街，其後屏東街改制為州轄市「屏東市」。今日大約有居民四千餘人，以慈天宮為信仰中心。該地區有頂宅仔、歸來、番仔埔等聚落。台鐵屏東線歸來車站位於村莊西邊。

## 教育

### 國民小學
- 屏東市歸來國民小學 （页面存档备份，存于）

## 交通
- 歸來車站